# Gibbodynerus gibbus
Gibbodynerus gibbus  (лат.) — вид одиночных ос (Eumeninae). Эндемик Южной Африки.

## Распространение
Африка: ЮАР (Northern Cape).

## Описание
Длина осы 8 мм. Взрослые самки охотятся на гусениц для откладывания в них яиц и в которых в будущим появится личинка осы. По некоторым признакам напоминает одиночных ос вида Gibbodynerus minutus, а род Gibbodynerus блзок к роду Ancistrocerus.